# Monjasa Park
Der Monjasa Park ist ein Fußballstadion in der dänischen Stadt Fredericia in der Region Syddanmark. Er ist die Heimspielstätte des Fußballvereins FC Fredericia.

## Geschichte
Das Stadion wurde 2006 erbaut und eingeweiht. Es wird vom Fredericia Idrætscenter betrieben, welches auch für die Vermietung zuständig ist. Mit der neuen Tribüne, die 2021 fertiggestellt wurde, beträgt die Zuschauerkapazität 6000 Plätze, davon 2500 Sitzplätze. Bei Konzertveranstaltungen kann die Kapazität auf 10.000 Plätze erhöht werden. Das Spielfeld verfügt über eine Rasenheizung.